# プルネヴェゼル
プルネヴェゼル （Plounévézel、ブルトン語:Plonevell）は、フランス、ブルターニュ地域圏、フィニステール県のコミューン。

## 概要
1675年に発生した印紙税一揆に、プルネヴェゼルも関係した。
ユエルゴア＝カレ間、プラウエン＝カレ間19kmを走るハーフ・マラソン大会が、毎年5月に開催されプルネヴェゼルを通過する。

## 人口統計
| 1962年 | 1968年 | 1975年 | 1982年 | 1990年 | 1999年 | 2006年 | 2010年 |
| ------ | ------ | ------ | ------ | ------ | ------ | ------ | ------ |
| 760    | 658    | 714    | 829    | 1017   | 1015   | 1064   | 1164   |

参照元:1999年までEHESS、2000年以降INSEE

## 史跡

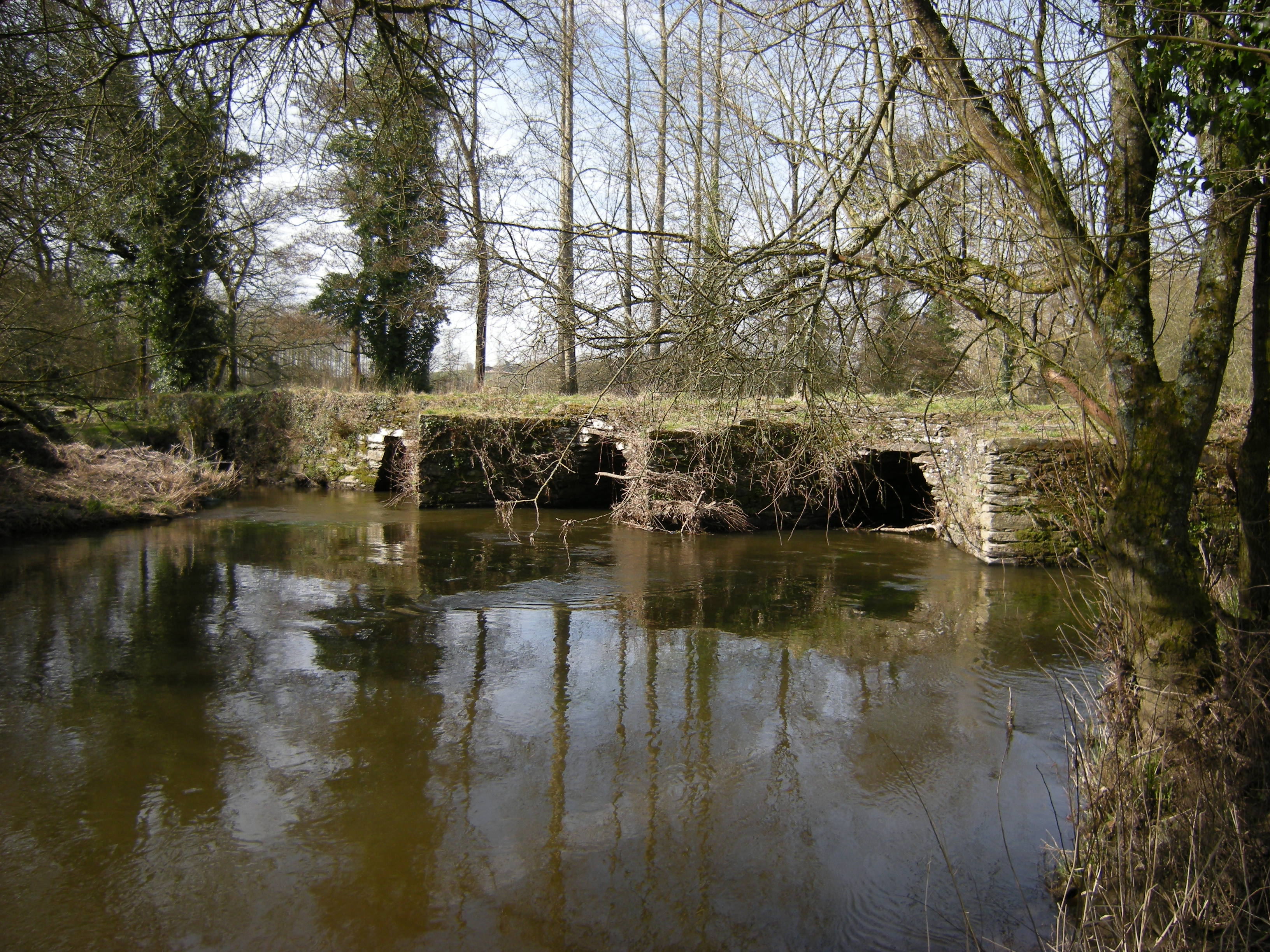
イエール川に架かるガリア人の橋
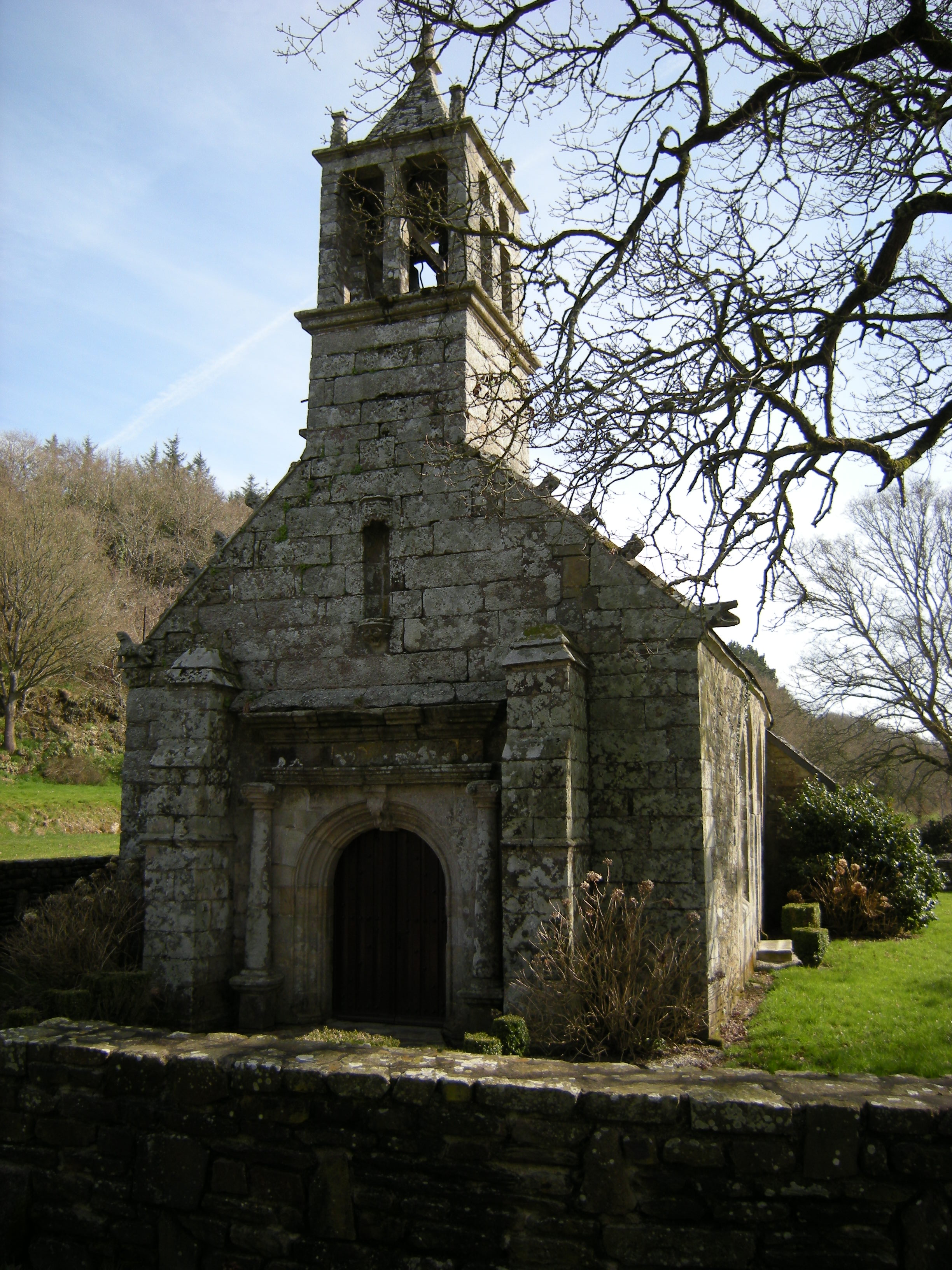
1616年完成のサント・カトリーヌ礼拝堂
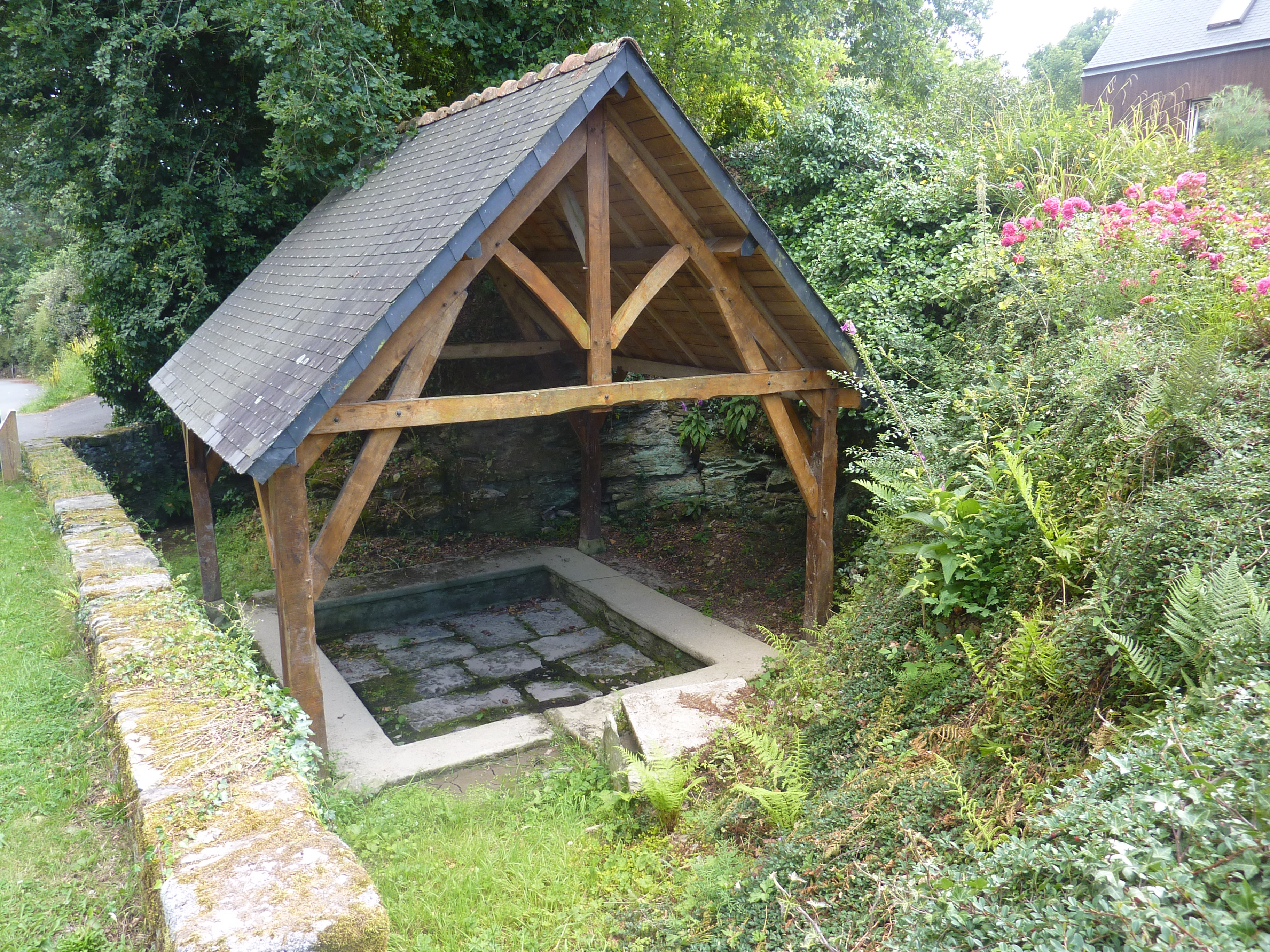
ケルグロアの洗濯場